# Eirik Verås Larsen
Eirik Verås Larsen (Flekkefjord, 26 maart 1976) is een Noors kanovaarder. Hij nam viermaal deel aan de Olympische Spelen en won daarbij twee keer goud, een keer zilver en een keer brons. Na de Spelen van Londen gaf hij aan te stoppen met wedstrijdsport.
Verås Larsen begon op zijn tiende met kanovaren bij de lokale club in Flekkefjord, waarvan hij nog steeds lid is. Zijn toenmalige trainer was Olaf Soyland die in 1975 en '79 tweemaal een wereldtitel had gehaald. In 1995 verhuisde Verås Larsen naar Oslo om met de Noorse top te kunnen trainen. Zijn internationale doorbraak vond plaats in 2000 toen hij samen met Nils Olav Fjeldheim Europees kampioen in de K2 over 1000 meter werd. Het paar wist zich daarmee tevens te plaatsen voor de Spelen van Sydney waar ze een zesde plaats wisten te bereiken.
Vanaf 2002 combineerde Verås Larsen de K2-1000 met de K1-1000. Zijn grootste successen behaalde hij in de eenmanskano. In 2004 won hij olympisch goud op de spelen van Athene, vier jaar later gevolgd door zilver in Peking.
Na het seizoen 2009 stopte hij tijdelijk met de sport. Uiteindelijk koos hij in het najaar van 2010 er voor om nog een keer zich te richten op de Olympische Spelen. Hij plaatste zich voor Londen en wist opnieuw de titel in de K1-1000 te winnen.
Hij trouwde in 2011 met Mira Verås Larsen. Zij nam ook deel aan de spelen van Londen en droeg de Noorse vlag bij binnenkomst.
1936: Gregor Hradetzky ·
1948: Gert Fredriksson ·
1952: Gert Fredriksson ·
1956: Gert Fredriksson ·
1960: Erik Hansen ·
1964: Rolf Peterson ·
1968: Mihály Hesz ·
1972: Aleksandr Sjaparenko ·
1976: Rüdiger Helm ·
1980: Rüdiger Helm ·
1984: Alan Thompson ·
1988: Greg Barton ·
1992: Clint Robinson ·
1996: Knut Holmann ·
2000: Knut Holmann ·
2004: Eirik Verås Larsen ·
2008: Tim Brabants ·
2012: Eirik Verås Larsen ·
2016: Marcus Walz ·
2020: Bálint Kopasz ·
2024: Josef Dostál
- Virtual International Authority File: 122149106196068491590